# Get my way!
《Get my way!》（日語：ゲット・マイ・ウエイ!）是川田真美的第四張單曲。

## 概要
- 2007年8月8日由NBC环球娱乐发售，分成通常盤與初回限定盤兩種類型發售。
- 初回限定盤附本人出演的PVDVD。PV拍攝地點是在矢切車站（北總鐵道）。
- 通常盤價格是1,260元、初回限定盤是1,890元。

## 收錄曲
1. Get my way!
作詞：川田真美／作曲：高瀬一矢／編曲：高瀬一矢、尾崎武士
  - 電視動畫『旋風管家』第二首片尾曲主題歌
2. 青空與太陽
作詞：川田真美／作曲：中澤伴行／編曲：中澤伴行、尾崎武士
3. Get my way! -Instrumental-
4. 青空與太陽 -Instrumental-

## 外部連結
- GENEON UNIVERSAL ENTERTAINMENT
- 川田真美 Official Website
- 川田まみ GENEON OFFICIAL WEB SITE
- 旋風管家官方網站 （页面存档备份，存于）